# Balão Mágico
Balão Mágico foi um programa infantil produzido pela TV Globo e exibido de 7 de março de 1983 até 28 de junho de 1986. Foi apresentado originalmente por Fofão e Simony, com adesão de Mike, Tob e Jairzinho logo depois, que formavam com a apresentadora o grupo musical Turma do Balão Mágico. Entre março e junho de 1986, com a saída do grupo, Ticiane Pinheiro assumiu o programa, que foi posteriormente substituído pelo Xou da Xuxa.

## Produção
Em 1982, percebendo o sucesso dos programas infantis Bambalalão, da TV Cultura, e Bozo, do SBT, a TV Globo decidiu criar seu próprio programa voltado às crianças e com tema circense, como as concorrentes, escalando o diretor Nilton Travesso para conceber o projeto. O diretor convidou Simony, que fazia sucesso como membro do grupo infantil Turma do Balão Mágico, para apresentar o programa ao lado de Orival Pessini como o personagem Fofão, batizando a atração como Balão Mágico. O programa estreou em 7 de março de 1983 e tinha no elenco ainda Castrinho como o palhaço Cascatinha e a prima de Simony, Luciana Benelli. Após três meses, devido ao estranhamento do público, a emissora decidiu incluir na apresentação Mike e Tob, os outros dois membros da Turma do Balão Mágico, e, em 1984, Jairzinho entrou no grupo e também no programa.
Em 1985, Tob deixou o grupo e foi substituído por Ricardinho, que também entrou no programa em seu lugar. Em março de 1986 Mike e Ricardinho deixaram o Turma do Balão Mágico e, consequentemente, também a atração, enquanto Simony decidiu assinar com a Rede Manchete para apresentar seu programa solo Nave da Fantasia. Com isso, a emissora contratou Ticiane Pinheiro, que já vinha do bem sucedido TV Criança na Band, para comandar o programa ao lado de Fofão, porém o novo formato durou apenas três meses e foi substituído pelo Xou da Xuxa.

## Equipe

### Apresentadores
- Orival Pessini como Fofão (1983–86)
- Simony (1983–86)
- Mike Biggs (1983–86)
- Tob (1983–85)
- Jairzinho (1984–86)
- Ricardinho (1985–86)
- Ticiane Pinheiro (1986)

### Elenco
- Castrinho como Palhaço Cascatinha (1983–86)
- Luciana Benelli (1983–86)